# Satolas-et-Bonce
Satolas-et-Bonce – miejscowość i gmina we Francji, w regionie Owernia-Rodan-Alpy, w departamencie Isère.
Według danych na rok 1990 gminę zamieszkiwało 1365 osób, a gęstość zaludnienia wynosiła 81 osób/km² (wśród 2880 gmin regionu Rodan-Alpy Satolas-et-Bonce plasuje się na 616. miejscu pod względem liczby ludności, natomiast pod względem powierzchni na miejscu 659.).